# 栽培 (教科)
栽培（さいばい）は、果物や野菜の栽培などの基本的な知識と技術を修得させる教科。
農業科の専門科目のうち、「栽培実習」などを中心に学習し、栽培等の基礎基本を学ぶ。
なおかつて存在した中学校の教科「栽培」は、学習指導要領において履修形態が必修であった。要領の変遷の中で選択履修扱いとなるが、平成20年（2008年）告示学習指導要領において、生物育成に関する技術「生物育成」と教科名称を変更。再び必修扱いとなっている。